# Dekanat krupski
Dekanat krupski – jeden z jedenastu dekanatów wchodzących w skład eparchii borysowskiej Egzarchatu Białoruskiego Patriarchatu Moskiewskiego.

## Parafie w dekanacie
- Parafia św. Mikołaja Cudotwórcy w Bobrze
  - Cerkiew św. Mikołaja Cudotwórcy w Bobrze
- Parafia Zaśnięcia Najświętszej Maryi Panny w Chłopienikach
  - Cerkiew Zaśnięcia Najświętszej Maryi Panny w Chłopienikach
- Parafia Narodzenia Najświętszej Maryi Panny w Chudowcach
  - Cerkiew Narodzenia Najświętszej Maryi Panny w Chudowcach
- Parafia Przemienienia Pańskiego w Grzyckowiczach
  - Cerkiew Przemienienia Pańskiego w Grzyckowiczach
- Parafia św. Mikołaja Cudotwórcy w Krupkach
  - Cerkiew św. Mikołaja Cudotwórcy w Krupkach
- Parafia Opieki Matki Bożej w Uchwale
  - Cerkiew Opieki Matki Bożej w Uchwale

## Galeria

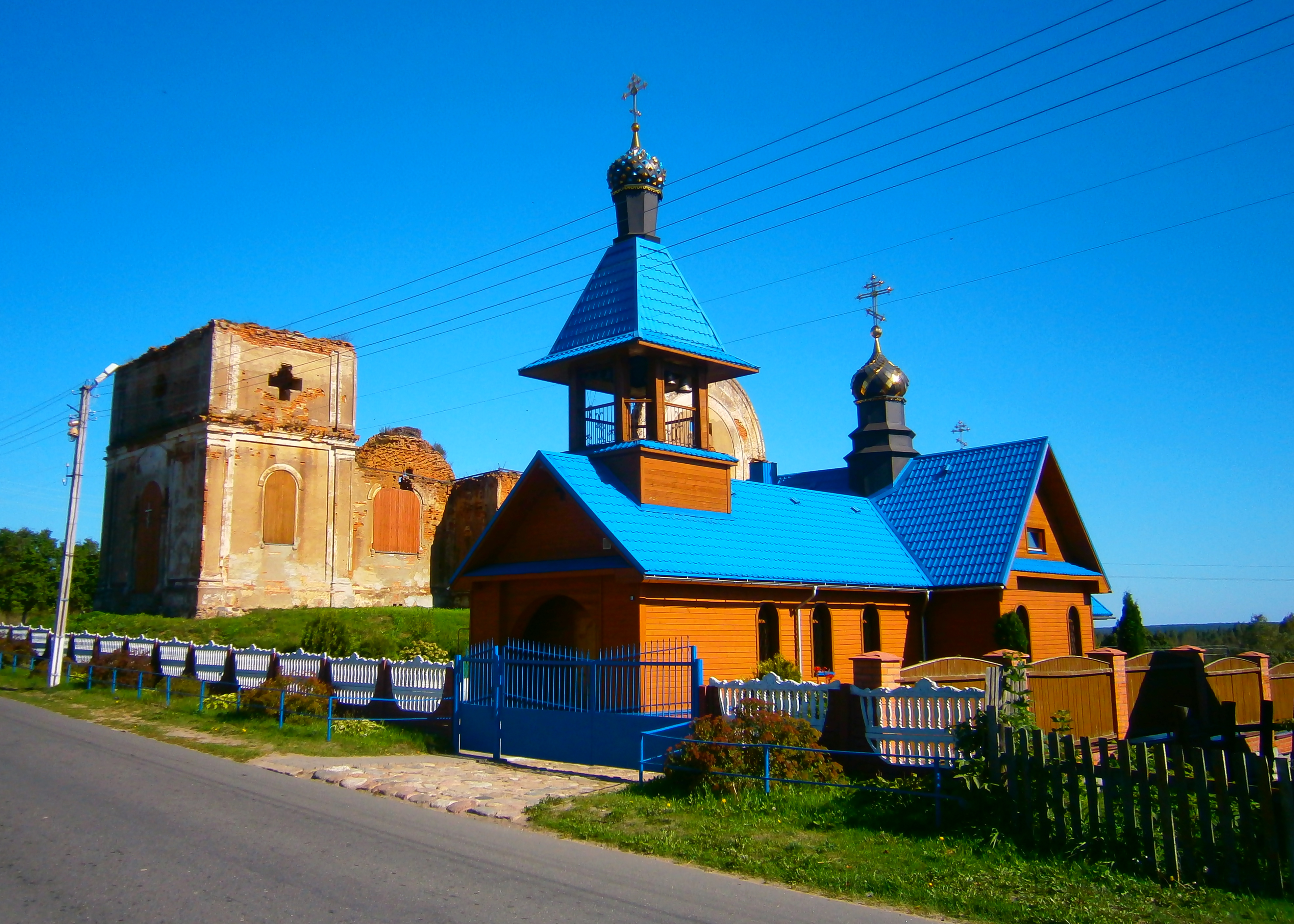
Cerkiew Zaśnięcia Najświętszej Maryi Panny w Chłopienikach
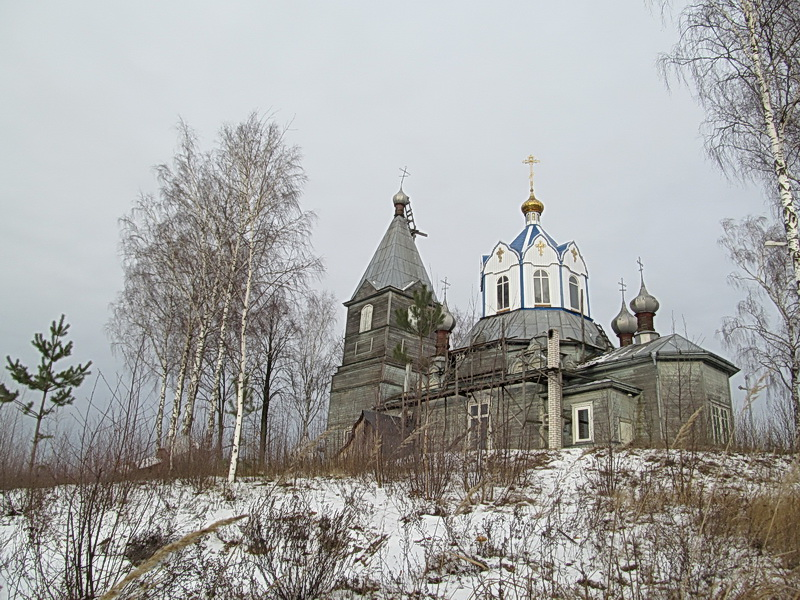
Cerkiew Narodzenia Najświętszej Maryi Panny w Chudowcach
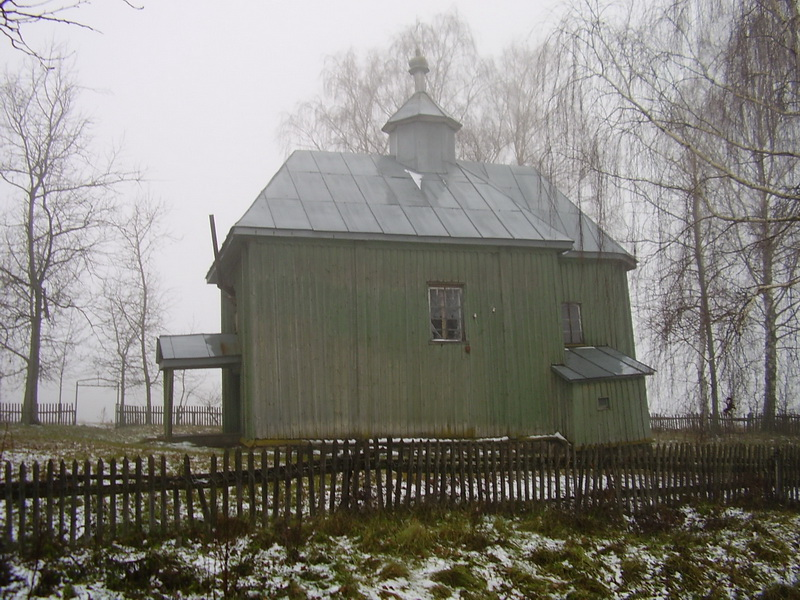
Cerkiew Przemienienia Pańskiego w Grzyckowiczach
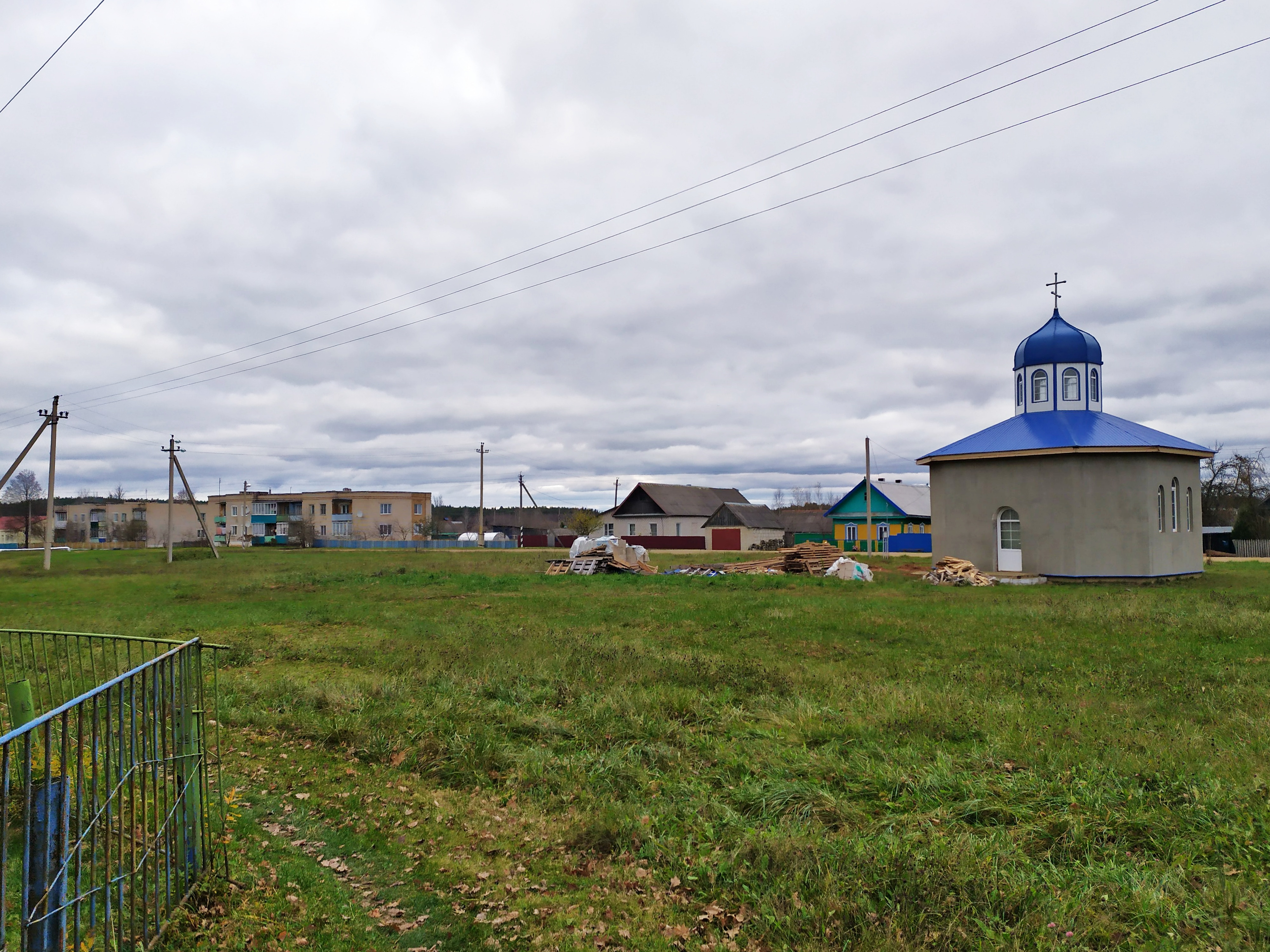
Cerkiew Opieki Matki Bożej w Uchwale